# قلبك ينتمي إلي (أغنية السوبريمز)
بور هارت ينتمب إلي، "Your heart belong to me" (بالعربية قلبك ينتمي إلي)، هي أغنية تعود إلى سنة 1962 كلمات وألحان «وليام سموكي روبنسون» (Smokey Robinson)، وتم تسجيلها وإصدارها من طرف موتاون للإنتاجي الموسيقي. وأغنية قلبك ينتمي إلي هي من أوائل الأغمال الفنية الموسيفية «للسوبريمز» في السنوات الأولى من مسيرتهم الفنية.
تتحدث الأغنية عن قصة امرأة يغيب زوجها في القوات المسلحة، وقد سافر بعيدا إلى أراضي الحروب. تقول له أن يتذكر دائما حبهم لبعضهم البعض كلما شعر بالوحدة والوحشة.
من خلال هذه الأغنية كان أول بروز للسوبريمز وطنيا، عندما تم ترتيب الأغنية في المرتبة ال 95 على لائحة في بيلبورد هوت 100. رغم فشل الأغنية في الحصول على موقع ضمن لائحة تصنيفات "The Hot R&B Sides chart"، ورغم المرتبة المتواضعة على القائمة إلا انها كانت أولى الملامح المشجعة في الدائرة الفنية الموسيقية للسوبريمز بالولايات المتحدة الأمريكية.

## فريق العمل
- غناء: ديانا روس
- غناء الخلفية: قبل فلورنس بالارد، ماري ويلسون وباربرا مارتن
- كتابة: سموكي روبنسون
- الآلات الموسيقة: من قبل الاخوة فونك

## وصلات خارجية
وصلة إنجليزية: Full lyrics of this song at MetroLyrics نسخة محفوظة 24 نوفمبر 2016 على موقع واي باك مشين.